# بيرام كيال
بيرام كيال (27 أبريل 1969 بساو جواو دي ميريتي في البرازيل - ) هو لاعب كرة قدم برازيلي في مركز الهجوم. لعب مع أتلتيكو مينييرو وألفيركا ونادي أمريكا ونادي بيرا مار وPaniliakos F.C. ‏.